# Троїцька сільська рада (Троїцький район)
Тро́їцька сільська рада (рос. Троицкий сельский совет) — сільське поселення у складі Троїцького району Алтайського краю Росії.
Адміністративний центр та єдиний населений пункт — село Троїцьке.

## Населення
Населення — 9672 особи (2019; 10033 в 2010, 10973 у 2002).